# 33-я танковая бригада
33-я отдельная танковая бригада — воинское формирование Рабоче-крестьянской Красной Армии в годы Великой Отечественной войны.
Сокращённое наименование — 33 тбр.

## История
Начала формирование 22 сентября 1941 года на базе 12-й танковой дивизии в городе Харькове.
С подходом немецких войск к Харькову 4—12 октября была передислоцирована во Владимир, где и продолжила формирование. В октябре получила 15 танков Т-34.
6 ноября прибыла в Москву, участвовала в параде на Красной площади 7 ноября.
8 ноября вошла в состав Западного фронта, 9 ноября убыла на Западный фронт.
30 ноября выведена в Резерв Ставки Верховного Главнокомандования.
24 апреля 1942 года включена в состав 34-й армии Северо-Западного фронта.
С 1 июня — в составе 53-й армии.
6 июня вошла в состав 11-й армии.
31 августа вновь выведена в резерв Ставки и передислоцирована в район Ногинска.
24 сентября бригада пополнилась пятью танками КВ-1, 24 — Т-34 и двадцатью — Т-70.
1 октября (по другим данным — 6-го) включена в состав 2-го механизированного корпуса 43-й армииКалининского фронта.
9 ноября, в составе 2-го механизированного корпуса, подчинена 3-й ударной армии.
24 апреля 1943 года в третий раз выведена в резерв ВГК, где вошла в подчинение Степного военного округа.
15 июля вошла в состав 3-й гвардейской танковой армии Брянского фронта.
Участвовала в битве за Москву.
26 июля переформирована в 57-ю гвардейскую танковую бригаду.

## Состав[1]

### 22 сентября 1941 года
- управление бригады;
- рота управления;
- разведывательная рота;
- 33-й танковый полк:
  - 1-й танковый батальон;
  - 2-й танковый батальон.
- моторизованный стрелковый пулемётный батальон;
- зенитный дивизион;
- ремонтно-восстановительная рота;
- автотранспортная рота;
- медико-санитарный взвод.

### 15 февраля 1942 года
- управление бригады;
- 33-й отдельный танковый батальон;
- 243-й отдельный танковый батальон;
- 33-й мотострелковый пулемётный батальон;
- противотанковая батарея;
- зенитная батарея;
- рота управления;
- рота технического обеспечения;
- медико-санитарный взвод.

### 8 сентября 1942 года
- управление бригады;
- 33-й отдельный танковый батальон;
- 243-й отдельный танковый батальон;
- 33-й моторизованный стрелковый пулемётный батальон;
- истребительная противотанковая артиллерийская батарея;
- рота управления;
- рота технического обеспечения;
- медико-санитарный взвод;
- зенитная батарея;

### 28 апреля 1943 года
- управление бригады;
- 323-й отдельный танковый батальон;
- 324-й отдельный танковый батальон;
- мотострелковый пулемётный батальон;
- истребительно-противотанковая батарея;
- рота управления;
- рота технического обеспечения;
- медико-санитарный взвод;
- рота противотанковых ружей;
- зенитная пулемётная рота.

## Численность и вооружение
| Дата         | Дата     | Численность                  | Численность                                 | Примечания  |
| ------------ | -------- | ---------------------------- | ------------------------------------------- | ----------- |
| Число, месяц | Год      | Личный состав                | Вооружение                                  | Примечания  |
| 9 ноября     | 1941 год | 1529 человек                 | КВ-1 (4 шт.), Т-34 (11 шт.), Т-60 (16 шт.)  | [ 1 ] [ 6 ] |
| 16 ноября    | 1941 год |                              | Т-60 или Т-70 (34 шт.)                      | [ 1 ] [ 7 ] |
| 1 апреля     | 1942 год | КВ-1 (10 шт.), Т-60 (16 шт.) | [ 1 ] [ 8 ]                                 |             |
| 25 апреля    | 1942 год | 1106 человек                 | КВ-1 (10 шт.), Т-34 (20 шт.), Т-60 (16 шт.) | [ 1 ] [ 6 ] |
| 30 сентября  | 1942 год | 1080 человек                 | КВ-1 (5 шт.), Т-34 (24 шт.), Т-70 (20 шт.)  | [ 1 ] [ 6 ] |

## Полное наименование
33-я отдельная танковая бригада.

## Командующие[1]
- полковник Николай Дмитриевич Чухин (7 сентября 1941 года—9 апреля 1942 года) (до 31 марта — исполняющий должность);
- полковник Кузьма Иольевич Вязников (апрель—июль) (исполняющий должность);
- полковник (до 29 сентября — подполковник) Михаил Дмитриевич Шаповалов (8 июля—декабрь) (исполняющий должность, до 10 сентября — временно исполняющий обязанности);
- подполковник Семён Леонидович Гонтарев (декабрь 1942 года—2 января 1943 года);
- подполковник Виктор Ромуальдович Орловский (18 декабря 1942 года—20 января 1943 года) (временно исполняющий должность);
- подполковник Иван Павлович Силов (29 января—26 июля 1943 года) (до 24 июня — исполняющий должность).